# Brezylka
Brezylka, cezalpinia (Caesalpinia L.) – rodzaj roślin z rodziny bobowatych (podrodzina brezylkowych Caesalpinioideae). W szerokim (tradycyjnym) ujęciu zaliczano tu 140–162 gatunki, szeroko rozprzestrzenione w strefie międzyzwrotnikowej, z nielicznymi przedstawicielami sięgającymi także stref umiarkowanych. W wąskim monofiletycznym ujęciu, rodzaj zredukowany został do 10–25 gatunków występujących w Ameryce Środkowej i Południowej (w najwęższym ujęciu) lub także w Afryce i na południu Półwyspu Arabskiego. Rośliny te związane są z suchymi lasami tropikalnymi, sawannami, formacjami zaroślowymi i leśnymi związanymi z wybrzeżami, brzegami rzek oraz rozwijającymi się na suchych nizinach.
Nazwa naukowa upamiętnia włoskiego botanika Andrea Cesalpino. W szerokim ujęciu należy tu wiele gatunków o dużym znaczeniu gospodarczym, dostarczających cenionych gatunków drewna oraz barwników i garbników, uprawianych jako rośliny ozdobne i wykorzystywanych jako lecznicze. W wąskim ujęciu należy tu brezylka nadobna C. pulcherrima uprawiana jako ozdobna i lecznicza.

## Systematyka
Pozycja według APweb (2001...)
Jeden z rodzajów podrodziny brezylkowych Caesalpinioideae w obrębie bobowatych Fabaceae s.l. Od lat 90. XX wieku z radzaju wyłączane są kolejne grupy gatunków, które w szerokim ujęciu czyniły zeń takson parafiletyczny.
Pozycja w systemie Reveala (1993–1999)
Gromada okrytonasienne (Magnoliophyta Cronquist), podgromada Magnoliophytina Frohne & U. Jensen ex Reveal, klasa Rosopsida Batsch, podklasa różowe (Rosidae Takht.), nadrząd Fabanae R. Dahlgren ex Reveal, rząd bobowce (Fabales Bromhead), rodzina brezylkowate (Caesalpiniaceae R. Br. in Flinders), podrodzina Caesalpinioideae DC., plemię  Caesalpinieae Rchb., podplemię Caesalpiniinae (R. Br.) Walp., rodzaj brezylka Caesalpinia L.
Wykaz gatunków w szerokim ujęciu rodzaju
- Caesalpinia acapulcensis Standl.
- Caesalpinia acinaciformis Steud.
- Caesalpinia acutifolia J.R.Johnst.
- Caesalpinia anacantha Urb.
- Caesalpinia ancashiana Ulibarri
- Caesalpinia andamanica (Prain) Hattink
- Caesalpinia angolensis (Oliv.) Herend. & Zarucchi
- Caesalpinia angulata (Hook. & Arn.) Baill.
- Caesalpinia aphylla Phil.
- Caesalpinia argentina Burkart
- Caesalpinia bahamensis Lam.
- Caesalpinia barahonensis Urb.
- Caesalpinia barbon Bertero
- Caesalpinia barkeriana Urb. & Ekman
- Caesalpinia benthamiana (Baill.) Herend. & Zarucchi
- Caesalpinia bessac Chiov.
- Caesalpinia bonduc (L.) Roxb.
- Caesalpinia bracteosa Tul.
- Caesalpinia buchii Urb.
- Caesalpinia cacalaco Humb. & Bonpl.
- Caesalpinia caesia Hand.-Mazz.
- Caesalpinia caladenia Standl.
- Caesalpinia calycina Benth.
- Caesalpinia cassioides Willd.
- Caesalpinia caudata (A.Gray) Fisher
- Caesalpinia caymanensis Millsp.
- Caesalpinia ciliata (Wikstr.) Urb.
- Caesalpinia clementis (Britton) León
- Caesalpinia coccinea G.P.Lewis & J.L.Contr.
- Caesalpinia colimensis F.J.Herm.
- Caesalpinia coluteifolia Griseb.
- Caesalpinia coriaria (Jacq.) Willd. – brezylka garbarska
- Caesalpinia coulterioides Griseb.emend.Burkart
- Caesalpinia crista L.
- Caesalpinia cucullata Roxb.
- Caesalpinia culebrae (Britton & Wilson) Alain
- Caesalpinia dauensis Thulin
- Caesalpinia decapetala (Roth) Alston
- Caesalpinia delphinensis Du Puy & R.Rabev.
- Caesalpinia digyna Rottler
- Caesalpinia domingensis Urb.
- Caesalpinia ebano H.Karst.
- Caesalpinia echinata Lam. – brezylka ciernista
- Caesalpinia elata Sw.
- Caesalpinia enneaphylla Roxb.
- Caesalpinia epifanioi J.L.Contr.
- Caesalpinia erianthera Chiov.
- Caesalpinia eriostachys Benth.
- Caesalpinia exilifolia Griseb.
- Caesalpinia exostemma DC.
- Caesalpinia ferrea C.Mart.
- Caesalpinia fimbriata Tul.
- Caesalpinia furfuracea (Prain) Hattink
- Caesalpinia gardneriana Benth.
- Caesalpinia gaumer Greenm.
- Caesalpinia gilliesii (Hook.) D.Dietr.
- Caesalpinia glandulosa DC.
- Caesalpinia glandulosopedicellata R.Wilczek
- Caesalpinia glaucophylla Urb.
- Caesalpinia globulorum Bakh.f. & P.Royen
- Caesalpinia godefroyana Kuntze
- Caesalpinia granadillo Pittier
- Caesalpinia hildebrandtii (Vatke) Baill.
- Caesalpinia hintonii Sandwith
- Caesalpinia hispida D.Dietr.
- Caesalpinia homblei R.Wilczek
- Caesalpinia hughesii G.P.Lewis
- Caesalpinia hymenocarpa (Prain) Hattink
- Caesalpinia insolita (Harms) Brenan & J.B.Gillett
- Caesalpinia intermedia Urb.
- Caesalpinia jayabo M.Gomez
- Caesalpinia kauaiensis H.Mann
- Caesalpinia latisiliqua (Cav.) Hattink
- Caesalpinia laxa Benth.
- Caesalpinia laxiflora Tul.
- Caesalpinia leiostachya (Benth.) Ducke
- Caesalpinia lucida Urb.
- Caesalpinia macvaughii J.L.Contr. & G.P.Lewis
- Caesalpinia madagascariensis (R.Vig.) Senesse
- Caesalpinia magnifoliolata F.P.Metcalf
- Caesalpinia marginata Tul.
- Caesalpinia melanadenia (Rose) Standl.
- Caesalpinia merxmuelleriana A.Schreib.
- Caesalpinia mexicana A.Gray
- Caesalpinia microphylla G.Don
- Caesalpinia millettii Hook. & Arn.
- Caesalpinia mimosifolia Griseb.
- Caesalpinia mimosoides Lam.
- Caesalpinia minax Hance
- Caesalpinia mindorensis (Merr.) Hattink
- Caesalpinia modesta Arechav.
- Caesalpinia mollis (Kunth) Spreng.
- Caesalpinia monensis Britton
- Caesalpinia mucronata Willd.
- Caesalpinia murifructa Gillis & Proctor
- Caesalpinia myabensis Britton
- Caesalpinia nelsonii (Britton & Rose) J.L.Contr.
- Caesalpinia nhatrangensis (Gagnep.) J.E.Vidal
- Caesalpinia nicaraguensis G.P.Lewis
- Caesalpinia nipensis Urb.
- Caesalpinia oligophylla Harms
- Caesalpinia oppositifolia Hattink
- Caesalpinia ortegae Standl.
- Caesalpinia paipai Ruiz & Pav.
- Caesalpinia palmeri S.Watson
- Caesalpinia pannosa Brandegee
- Caesalpinia paraguariensis (Parodi) Burkart
- Caesalpinia parryi Eifert, Correll & Johnston
- Caesalpinia parviflora Prain
- Caesalpinia pauciflora (Griseb.) C.Wright
- Caesalpinia pearsoni L.Bolus
- Caesalpinia pellucida Vogel
- Caesalpinia phyllanthoides Standl.
- Caesalpinia pilosa Benth.
- Caesalpinia pinnata (Griseb.) C.Wright
- Caesalpinia placida Brandegee
- Caesalpinia platyloba S.Watson
- Caesalpinia pluviosa DC.
- Caesalpinia porcina Steud.
- Caesalpinia portoricensis (Britton & P.Wilson) Alain
- Caesalpinia pringlei (Britton & Rose) Standl.
- Caesalpinia pubescens (Desf.) Hattink
- Caesalpinia pulcherrima (L.) Sw. – brezylka nadobna
- Caesalpinia pumila (Britton & Rose) F.J.Herm.
- Caesalpinia pumilio Griseb.
- Caesalpinia punctata Willd.
- Caesalpinia pyramidalis Tul.
- Caesalpinia rhombifolia J.E.Vidal
- Caesalpinia robinsoniana (Britton & Rose) G.P.Lewis
- Caesalpinia robusta (C.T.White) Pedley
- Caesalpinia rosei Urb.
- Caesalpinia rostrata N.E.Br.
- Caesalpinia rubicunda (Vogel) Benth.
- Caesalpinia rubra (Engl.) Brenan
- Caesalpinia sappan L. – brezylka sappan
- Caesalpinia savannarum (Britton & P. Wilson in Britton & Rose) León
- Caesalpinia sclerocarpa Standl.
- Caesalpinia scortechinii (F.Muell.) Hattink
- Caesalpinia secundiflora Urb.
- Caesalpinia sessilifolia S.Watson
- Caesalpinia sinensis (Hemsl.) J.E.Vidal
- Caesalpinia sphaerosperma Urb. & Ekman
- Caesalpinia spinosa (Molina) Kuntze
- Caesalpinia spokanensis (Knowlton) Herendeen & Dilcher
- Caesalpinia standleyi (Britton & Rose) Standl.
- Caesalpinia stipularis Benth.
- Caesalpinia stuckertii Hassl.
- Caesalpinia subtropica Pedley
- Caesalpinia sumatrana Roxb.
- Caesalpinia tortuosa Roxb.
- Caesalpinia trichocarpa Griseb.
- Caesalpinia trothae Harms
- Caesalpinia urophylla (Donn.Sm.) Standl.
- Caesalpinia velutina (Britton & Rose) Standl.
- Caesalpinia vernalis Benth.
- Caesalpinia vesicaria L.
- Caesalpinia violacea (Mill.) Standl. – brezylka brazylijska
- Caesalpinia volkensii Harms
- Caesalpinia welwitschiana (Oliv.) Brenan
- Caesalpinia wootonii (Britton) Eifert
- Caesalpinia wrightiana Urb.
- Caesalpinia yucatanensis Greenm.